# Дронжгув
Дронжгув (пол. Drążgów) — село в Польщі, у гміні Уленж Рицького повіту Люблінського воєводства.
Населення — 234 особи (2011).

## Демографія
Демографічна структура станом на 31 березня 2011 року:
|          | Загалом | Допрацездатний вік | Працездатний вік | Постпрацездатний вік |
| -------- | ------- | ------------------ | ---------------- | -------------------- |
| Чоловіки | 102     | 19                 | 69               | 14                   |
| Жінки    | 132     | 20                 | 76               | 36                   |
| Разом    | 234     | 39                 | 145              | 50                   |